# 灰绿黄堇
灰绿黄堇（学名：Corydalis adunca）为罂粟科紫堇属下的一个种。

## 扩展阅读
- 維基物種上的相關：灰绿黄堇